# St Hilda's College, Oxford
Colegiul St. Hilda's devine asociat Universității Oxford în 1920, deși fusese înființat cu 30 de ani înainte de către Dorothea Beale. Cu toate acestea, colegiul este recunoscut oficial ca parte a universității abia în 1959, iar azi rămâne singurul colegiu ce nu admite studenți bărbați (statutul colegiului se va schimba cel mai probabil începând cu sesiunea de admiteri din 2008 pentru anul universitar ce începe în 2009).